# Eicochrysops eicotrochilus
Eicochrysops eicotrochilus är en fjärilsart som beskrevs av Bethune-Baker 1924. Eicochrysops eicotrochilus ingår i släktet Eicochrysops och familjen juvelvingar. Inga underarter finns listade i Catalogue of Life.